# Vaux Moise
Vaux Moise (lateinisch Vallem de Mesa, arabisch الوعيرة, DMG al-Wūʿayra, auch: französisch le Val Moïse, li Vaux Moysi, Val Moyse, Wadi Musa) ist die Ruine einer kleinen Kreuzfahrerburg, oberhalb des heutigen Ortes Wadi Musa (auch Gaia) in Jordanien.
Die Burgruine steht auf einer Anhöhe oberhalb des sogenannten „Tal des Mose“, nach dem die Burg auch benannt ist. Etwa drei Kilometer weiter südwestlich findet sich die antike Felsenstadt Petra.
Die Burg war ein Außenposten der etwa 25 Kilometer weiter nördlich gelegenen Kreuzfahrerfestung Montréal und gehörte zur Herrschaft Oultrejordain. Die Kreuzfahrer konnten von dieser und anderen Burgen in Oultrejordain (mittelalterliches Transjordanien) die Pilger- und Karawanenstraße von Damaskus zum Roten Meer kontrollieren, was ihnen immense Zolleinnahmen bescherte.

## Geschichte
Um 1107 begann König Balduin I. von Jerusalem mit regelmäßigen Überfällen auf die muslimischen Karawanenstraßen östlich des Jordans. 1115 begannen die Kreuzfahrer die Region als Herrschaft Oultrejordain dauerhaft in Besitz zu nehmen. Zur Sicherung dieser Herrschaft errichtete Balduin im gleichen Jahr die Burg Montreal und wohl auch die Burg Vaux Moise. Wahrscheinlich war die Burg zunächst nur ein provisorisch befestigter Außenposten auf den Überresten einer antiken nabatäischen oder römischen Anlage. Um 1142 wurde die Burg von Pagan von Montreal erheblich ausgebaut.
1144 wurde die Burg von einheimischen Beduinen überfallen, im Handstreich erobert und die fränkische Garnison getötet. Damals befanden sich die Kreuzfahrer in einer geschwächten Position, da ihr König Fulko gestorben war und sein Nachfolger Balduin III. noch minderjährig. Der erst 13-jährige König ließ daraufhin seine erste Expedition ausrüsten, die Burg belagern und zurückerobern. Die Burg wurde wieder mit einer soliden Garnison ausgestattet, die 1158 einer Belagerung durch die Fatimiden standhielt. Nach Saladins Sieg bei Hattin wurde Vaux Moise 1188 schließlich von den Ayyubiden erobert.